# Браун, Рикардо (боксёр)
Рикардо Дамиан Браун (англ. Ricardo Damian Brown; род. 7 февраля 1990, Спаниш-Таун, Ямайка) — ямайский боксёр-профессионал, выступающий в тяжёлой весовой категории. Член национальной сборной Ямайки, участник Олимпийских игр 2020 года, бронзовый призёр Панамериканских игр (2019), участник чемпионата мира 2021 года, многократный победитель и призёр международных и национальных турниров в любителях.
Лучшая позиция по рейтингу BoxRec — 76-я (октябрь 2024), и является 1-м среди ямайских боксёров тяжёлой весовой категории, — входя в ТОП-80 лучших тяжёловесов всего мира.

## Биография
Рикардо Дамиан Браун родился 7 февраля 1990 года в Спаниш-Тауне, на Ямайке.

## Любительская карьера

### 2019 год
В июле 2019 года в Лиме (Перу) стал бронзовым призёром Панамериканских игр в весе свыше 91 кг, в полуфинале проиграв колумбийцу Кристиану Сальседо, — который в итоге стал серебряным призёром Панамериканских игр 2019 года.

### 2021 год

#### Олимпийские игры 2020 года
В середине 2021 года по рейтингу прошёл мировую квалификацию и получил лицензию для выступления на Олимпийских играх 2020 года.
И в июле 2021 года стал участником Олимпийских игр в Токио, соревнуясь в супертяжёлом весе (свыше 91 кг), где в 1/8 финала соревнований по очкам решением большинства судей (счёт: 1:4) проиграл опытному индийскому боксёру Сатишу Кумару.

#### Чемпионат мира 2021 года
В конце октября — в начале ноября 2021 года в Белграде (Сербия) участвовал в чемпионате мира в категории свыше 92 кг. В 1/16 финала по очкам единогласным решением судей (счёт: 0:5) проиграл российскому боксёру Марку Петровскому, — который в итоге стал чемпионом мира 2021 года.

## Профессиональная карьера

### 2022—2023
26 февраля 2022 года в Брамптоне (Канада) дебютировал на профессиональном ринге, досрочно нокаутом в 1-м раунда победив опытного боксёра из Боливии Хулио Энрике Куэльяра Кабрера (16-8).
С февраля 2022 года провел 9 профессиональных боев и во всех боях одержал досрочные победы.

###### Бой с Йожефом Дармошем
2 декабря 2023 года в Пикеринге (Онтарио, Канада) уверенно победил известного венгерского джорнимэна Йожефа Дармоша (14-6-3, 10 КО). Бой закончился техническим нокаутом после двух падений Дармоша в первом раунде.

### 2024—
2 марта 2024 года в Торонто (Онтарио, Канада) в стартовом раунде нокатировал 44-летнего мексиканца Рафаэля Рохаса (8-2, 4 КО)
19 октября 2024 года в Торонто (Канада) первый раз прошел всю дистанцию с чешским джорнимэном Адамом Кораликом (7-6) победив по очкам: 78—72 трижды. В 8-м раунде Коралик побывал в нокдауне.

#### Бой с Арсланбеком Махмудовым
27 июня 2025 года в соглавном событии вечера бокса в Квебеке проиграл нокаутом опытному Арсланбеку Махмудову (19-2). Браун не плохо смотрелся в самом начале раунда выглядя лучше в дуэли джебов. Махмудов не стал превращать бой в техническое противостояние, а превратил бой в драку. Два оверхенда нанесенные Махмудовым потрясли Рикардо и он оказался в нокдауне. Он смог встать, но был потрясенным. Рефери оценив состояние остановил бой.

## Статистика профессиональных боёв
В таблице перечислены результаты всех поединков боксёров.
В каждой строке указан результат поединка. Дополнительно номер поединка обозначен цветом, который обозначает итог поединка. Расшифровка обозначений и цветов представлена в нижеследующей таблице.
| Пример | Расшифровка                     |
| ------ | ------------------------------- |
|        | Победа                          |
|        | Ничья                           |
|        | Поражение                       |
|        | Планируемый поединок            |
|        | Поединок признан несостоявшимся |
| КО     | Нокаут                          |
| ТКО    | Технический нокаут              |
| PTS    | Решение судей (по очкам)        |
| UD     | Единогласное решение судей      |
| MD     | Решение большинства судей       |
| SD     | Раздельное решение судей        |
| RTD    | Отказ от продолжения боя        |
| DQ     | Дисквалификация                 |
| NC     | Поединок признан несостоявшимся |

| 13 поединков, 12 побед (11 нокаутом), 1 поражение | 13 поединков, 12 побед (11 нокаутом), 1 поражение | 13 поединков, 12 побед (11 нокаутом), 1 поражение | 13 поединков, 12 побед (11 нокаутом), 1 поражение | 13 поединков, 12 побед (11 нокаутом), 1 поражение                 | 13 поединков, 12 побед (11 нокаутом), 1 поражение | 13 поединков, 12 побед (11 нокаутом), 1 поражение |
| Бой                                               | Рекорд                                            | Дата боя                                          | Соперник                                          | Место проведения боя                                              | Раундов, время                                    | Дополнительно                                     |
| ------------------------------------------------- | ------------------------------------------------- | ------------------------------------------------- | ------------------------------------------------- | ----------------------------------------------------------------- | ------------------------------------------------- | ------------------------------------------------- |
| 10                                                | 10-0                                              | 2 декабря 2023                                    | Йожеф Дармош (14-6-3)                             | Pickering Casino Resort, Пикеринг, Онтарио, Канада                | TKO 1 (8), 2:19                                   | Дармош в 2-х нокдаунах в 1 раунде.                |
| 9                                                 | 9-0                                               | 9 сентября 2023                                   | Павел Соур (18-17)                                | Pickering Casino Resort, Пикеринг, Онтарио, Канада                | TKO 2 (8), 0:39                                   |                                                   |
| 8                                                 | 8-0                                               | 3 июня 2023                                       | Мигель Анхель Флорес Гомес (3-9-2)                | Victoria Conference Centre, Виктория, Британская Колумбия, Канада | TKO 2 (6), 1:32                                   |                                                   |
| 7                                                 | 7-0                                               | 29 апреля 2023                                    | Хесус Анхель Нерио (15-10-1)                      | Pickering Casino Resort, Пикеринг, Онтарио, Канада                | KO 1 (6), 1:51                                    |                                                   |
| 6                                                 | 6-0                                               | 28 января 2023                                    | Крус Дюран Сармьенто (4-0-2)                      | Pickering Casino Resort, Пикеринг, Онтарио, Канада                | KO 1 (6), 0:56                                    |                                                   |
| 5                                                 | 5-0                                               | 10 сентября 2022                                  | Карлос Карреон (8-7)                              | CAA Centre, Брамптон, Онтарио, Канада                             | TKO 3 (8), 0:11                                   |                                                   |
| 4                                                 | 4-0                                               | 23 июля 2022                                      | Кристиан Ларрондо Гарсия (6-8-1)                  | East Bayfield Arena, Барри, Онтарио, Канада                       | KO 1 (6), 2:44                                    |                                                   |
| 3                                                 | 3-0                                               | 28 мая 2022                                       | Сантьяго Мартинес Перес (5-3)                     | CAA Centre, Брамптон, Онтарио, Канада                             | TKO 2 (6), 1:28                                   |                                                   |
| 2                                                 | 2-0                                               | 21 апреля 2022                                    | Марио Родригес Хуарес (4-3-2)                     | Royal York Hotel, Торонто, Онтарио, Канада                        | TKO 2 (4), 3:00                                   |                                                   |
| 1                                                 | 1-0                                               | 26 февраля 2022                                   | Хулио Энрике Куэльяр Кабрера (16-8)               | CAA Centre, Брамптон, Онтарио, Канада                             | KO 1 (4), 2:05                                    | Дебют в профессиональном боксе.                   |
| Бой                                               | Рекорд                                            | Дата боя                                          | Соперник                                          | Место проведения боя                                              | Раундов, время                                    | Дополнительно                                     |